# Christine Ebersole
Christine Ebersole (Winnetka, Illinois, 21 de febrer de 1953) és una actriu i cantant estatunidenca. Ha aparegut en cinema, teatre i televisió. Va aparèixer a Broadway al musical 42nd Street, guanyant un premi Tony, i va aparèixer tant al off-Broadway com a Broadway al musical Grey Gardens, guanyant el seu segon premi Tony. Va co-protagonitzar la sitcom Sullivan & Son, en la qual va interpretar a Carol Walsh, i va rebre una nominació al premi Emmy pel seu treball en una vida per viure. Ebersole també va aparèixer al fracàs de crítica i taquilla de 1988 Mac and Me.

## Inicis
Ebersole és filla de Marian Esther (née Goodley) i Robert "Bob" Ebersole. El seu pare era el president d'una empresa siderúrgica a Milwaukee, Wisconsin. Té ascendència suïssa-alemanya i irlandesa. Ebersole es va graduar a la New Trier High School en 1971. Va assistir al MacMurray College a Jacksonville, Illinois, promoció de 1975, i a l'American Academy of Dramatic Arts.

## Carrera
Va conèixer Marc Shaiman quan tenia 19 anys i el director musical del seu primer club act. Va aparèixer en dues parts diferents a Ryan's Hope el 1977 (com a infermera) i el 1980 (com a Lily Darnell), i va ser membre de repartiment de Saturday Night Live durant els anys 1981-82, la primera temporada completa del nou productor Dick Ebersol (els noms semblants són una coincidència), actuant com a "Actualització de cap de setmana" co-presentant amb Brian Doyle-Murray i, de vegades, fent de Mary Travers, Cheryl Tiegs, Barbara Mandrell, Diana de Gal·les i Rona Barrett. Arran de SNL, va aparèixer a One Life to Live com Maxie McDermott (rebent una candidatura als Emmy) i Valerie. Va ser protagonista amb Barnard Hughes a la comissaria The Cavanaughs, va interpretar el paper principal a la comèdia de curta vida Rachel Gunn, R.N., i va aparèixer com estrella convidada a Will & Grace, Dolly!, Just Shoot Me, Murphy Brown, Ally McBeal, Samantha Who, Boston Legal, The Colbert Report, i Royal Pains. El 1991, va aparèixer com a titular Miss Jones en el pilot per a una sèrie de l'ABC sobre una mare soltera, però el projecte no va prosperar.
Va aparèixer a l'adaptació televisiva del 1993 de Gypsy amb Bette Midler, i a la pel·lícula de TV ABC 2000 Mary and Rhoda, protagonitzada per Mary Tyler Moore i Valerie Harper.
El 2011, va tenir un paper recurrent en la sitcom Retired at 35. En 2014, va interpretar a Carol Walsh a la comèdia Sullivan & Son. Ella té un paper recurrent al Royal Pains (USA Network) com a Sra. Newberg.
Les pel·lícules d'Ebersole han inclòs Tootsie (1982), Amadeus (1984), Three Men and a Baby (1987), Mac and Me (1988), My Girl 2 (1994), Richie Rich (1994), Black Sheep (1996), i My Favorite Martian (1999).
Ebersole ha tingut un èxit considerable als escenaris. Va aparèixer a Going Hollywood, un musical de David Zippel i Jeremy Shaeffer. Ella va estar al cor el 1983 amb Jerry Mitchell. Els dos estaven entusiasmats amb la possibilitat d'anar a Broadway, però mai no ho va aconseguir. Va ser presentada a Paper Moon per Larry Grossman i Ellen Fitzhugh i Carol Hall, que van dirigir-se a Paper Mill Playhouse (Millburn, Nova Jersey) al setembre de 1993. Al Off-Broadway ha aparegut a Les tres germanes i Talking Heads, i els seu currículum a Broadway inclouen On the Twentieth Century, el revival de Oklahoma! (1979) (com Ado Annie), el revival de 1980 de Camelot i el revival del 2000 de The Best Man de Gore Vidal.
El 2001, va aparèixer al revival de Broadway de 42nd Street com a Dorothy Brock, paper pel qual va guanyar el seu primer premi Tony a la millor actriu protagonista de musical. Va tornar a Broadway pel revival de Dinner a Eight com a Millicent Jordan el 2002. per la qual va ser nominada al premi Tony a la millor actriu protagonista en una obra. El 2005 va interpretar M'Lynn en la producció de Broadway de Steel Magnolias.
El 2006, Ebersole va ocupar els papers duals de Edith Ewing Bouvier Beale ("Big Edie") i Edith Bouvier Beale ("Little Edie") a Grey Gardens, un musical basat en la pel·lícula homònima. Després d'una sortida fora de Broadway, Ebersole es va mantenir amb els papers quan la producció es va traslladar a Broadway el novembre del 2006 i va romandre amb el programa fins al seu tancament el juliol del 2007. Per aquest paper, va guanyar el seu segon premi Tony a la millor actriu protagonista de musical. Va aparèixer com a Elvira en el revival de Broadway del 2009 de la comèdia de Noël Coward, Blithe Spirit.
Va aparèixer al nou musical War Paint, que es va estrenar al Goodman Theatre de Chicago el 28 de juny de 2016, en una estada curta fins a l'agost de 2016. L'espectacle va començar les prèvies al Nederlander Theatre de Broadway el 7 de març de 2017 i es va obrir el 6 d'abril de 2017. Va tancar el 5 de novembre de 2017. Va interpretar el paper d'Elizabeth Arden, davant de Patti LuPone com a Helena Rubinstein. El musical tenia un llibret de Doug Wright amb la música composta per Scott Frankel i lletres de Michael Korie.
Al desembre de 2011, per celebrar la festa d'aniversari anual a "The Master", la Noel Coward Society va convidar Ebersole com a celebritat convidada a posar flors davant de l'estàtua de Coward al Gershwin Theatre, de Nova York, commemorant així el 112è aniversari de Sir Noel.

### Concerts
Ebersole apareix en concerts i compromisos de cabaret en llocs com el Cinegrill i el Cafe Carlyle. Va guanyar el Premi Vida nocturna 2010 per a la destacada vocalista del Cabaret en un compromís important pel seu cabaret Café Carlyle 2009. El 2009 va actuar amb Michael Feinstein al seu club, Feinstein a Loews Regency, (Nova York) en un cabaret titulat "Good Friends". Ella va ser un dels artistes al creuer Playbill al setembre de 2011. Al novembre de 2011, es porta a terme per dues nits amb les entrades esgotades al Birdland a Nova York amb el violinista de jazz Aaron Weinstein i el seu trio.
El 2015, Ebersole va fer el seu espectacle Big Noise from Winnetka, que va incloure la cançó de jazz Big Noise from Winnetka de 1938 i una parada a Illinois.

### Enregistraments
També ha aparegut en diversos àlbums. Va ser presentada a l'àlbum conceptual Bright Lights, Big City. També va publicar un àlbum de cançons de Noël Coward després de navegar-les per música de canvi d'escena per Blithe Spirit. També és la veu de White Diamond al popular programa Steven Universe.

## Vida personal
Ebersole s'ha casat dues vegades, amb l'actor Peter Bergman des del 1976 i des del 1981, i des del 1988 amb Bill Moloney, amb qui ha adoptat tres fills, Elijah, Mae Mae i Aron. Viu a Maplewood, Nova Jersey, amb la seva família. És la tia de l'actriu Janel Moloney per matrimoni.

## Filmografia

### Cinema
| Any  | Títol                               | Paper                 | Notes      |
| ---- | ----------------------------------- | --------------------- | ---------- |
| 1982 | Tootsie                             | Linda                 |            |
| 1984 | Amadeus                             | Katerina Cavalieri    |            |
| 1984 | Thief of Hearts                     | Janie Pointer         |            |
| 1988 | El meu amic Mac                     | Janet Cruise          |            |
| 1990 | Ghost Dad                           | Carol                 |            |
| 1991 | Tornar a morir                      | Lydia Larsen          |            |
| 1992 | Folks!                              | Arlene Aldrich        |            |
| 1992 | The Lounge People                   | Cynthia Lewis         |            |
| 1994 | La meva noia 2                      | Rose Zsigmond         |            |
| 1994 | Nen ric                             | Regina Rich           |            |
| 1996 | Black Sheep                         | Governor Evelyn Tracy |            |
| 1996 | Pie in the Sky                      | Mom Dunlap            |            |
| 1997 | Fins que et vaig conèixer           | Beebee Moss           |            |
| 1999 | My Favorite Martian                 | Mrs. Brown            |            |
| 1999 | Execució imminent                   | Bridget Rossiter      |            |
| 2009 | Confessions of a Shopaholic         | TV Show Host          |            |
| 2010 | The Drawn Together Movie: The Movie | Bossom Buddies Singer |            |
| 2013 | La gran boda                        | Muffin                |            |
| 2013 | The Wolf of Wall Street             | Leah Belfort          |            |
| 2019 | Steven Universe: The Movie          | White Diamond         | Voice role |

### Televisió
| Any          | Títol                             | Paper                    | Notes                                                             |
| ------------ | --------------------------------- | ------------------------ | ----------------------------------------------------------------- |
| 1977–80      | Ryan's Hope                       | Lily Darnell             | 12 episodis                                                       |
| 1981–82      | Saturday Night Live               | Various                  | 20 episodis                                                       |
| 1982         | Love, Sidney                      | Nurse Loring             | Episodi: "The Accident"                                           |
| 1983–85      | One Life to Live                  | Maxie McDermott          | Unknown episodis                                                  |
| 1984         | The Dollmaker                     | Miss Vashinski           | Telefilm                                                          |
| 1986         | Valerie                           | Barbara Goodwin          | 6 episodis                                                        |
| 1986         | Acceptable Risks                  | Lee Snyder               | Telefilm                                                          |
| 1986-89      | The Cavanaughs                    | Kit Cavanaugh            | 26 episodis                                                       |
| 1990         | American Dreamer                  | Kathleen                 | 2 episodis                                                        |
| 1990         | Murphy Brown                      | Maddy                    | Episodi: "The Bummer of 42"                                       |
| 1991         | Empty Nest                        | Laura                    | Episodi: "All About Harry"                                        |
| 1992         | Rachel Gunn, R.N.                 | Rachel Gunn              | 13 episodis                                                       |
| 1993         | Dying to Love You                 | Cheryl New               | Telefilm                                                          |
| 1993         | Gypsy                             | Tessie Tura              | Telefilm                                                          |
| 1996         | Hey Arnold!                       | Lana Vail                | Voice role; Episodi: "Heat/Snow"                                  |
| 1998         | Ally McBeal                       | Marie Stokes             | Episodi: "Just Looking"                                           |
| 1996         | An Unexpected Family              | Ruth Whitney             | Telefilm                                                          |
| 1998         | Just Shoot Me!                    | Margo Langhorne          | Episodi: "How Nina Got Her Groove Back"                           |
| 1999         | Double Platinum                   | Peggy                    | Telefilm                                                          |
| 2000         | Mary and Rhoda                    | Cecile Andrews           | Telefilm                                                          |
| 2001         | Will & Grace                      | Candy Pruitt             | Episodi: "Poker? I Don't Even Like Her"                           |
| 2003         | The Electric Piper                |                          | Voice role; Telefilm                                              |
| 2004         | Crossing Jordan                   | Mrs. Maguire             | Episodi: "Fire in the Sky"                                        |
| 2005–06      | Related                           | Renee                    | 10 episodis                                                       |
| 2008         | Cashmere Mafia                    | Lily Parrish             | 2 episodis                                                        |
| 2008         | Boston Legal                      | Sunny Fields             | Episodi: "Indecent Proposals"                                     |
| 2008         | Lipstick Jungle                   | Maureen                  | Episodi: "Chapter Fifteen: The Sisterhood of the Traveling Prada" |
| 2008         | Law & Order: Special Victims Unit | Hilary Regnier           | Episodi: "Smut"                                                   |
| 2009         | Samantha Who?                     | Amy                      | Episodi: "The Sister"                                             |
| 2009–16      | Royal Pains                       | Ms. Newberg              | recurring                                                         |
| 2010         | Ugly Betty                        | Frances                  | Episodi: "The Passion of the Betty"                               |
| 2011         | Retired at 35                     | Susan                    | 4 episodis                                                        |
| 2012–14      | Sullivan & Son                    | Carol Walsh              | 33 episodis                                                       |
| 2013         | American Horror Story: Coven      | Anna-Lee Leighton        | 2 episodis                                                        |
| 2015         | Unbreakable Kimmy Schmidt         | Helene                   | Episodi "Kimmy's in a Love Triangle!"                             |
| 2015         | Madam Secretary                   | First Lady Lydia Dalton  | Episodi "Waiting For Taleju"                                      |
| 2016         | Crisis in Six Scenes              | Eve                      | Episodi: "Episodi 6"                                              |
| 2016         | Search Party                      | Mariel                   | 2 episodis                                                        |
| 2018         | Pose                              | Bobbi                    | Episodi: "Giving and Receiving"                                   |
| 2018–2019    | Steven Universe                   | White Diamond            | Voice role; 3 episodis                                            |
| 2018–2019    | Blue Bloods                       | Lena Janko               | 3 episodis                                                        |
| 2019–present | Bob Hearts Abishola               | Dorothy "Dottie" Wheeler | Main role                                                         |
| 2020         | Steven Universe Future            | White Diamond            | Voice role, 2 episodis                                            |

### Teatre
| Any     | Títol                     | Paper               | Notes                               |        |
| ------- | ------------------------- | ------------------- | ----------------------------------- | ------ |
| 1975–76 | Angel Street              | Nancy (Replacement) | Lyceum Theatre                      | [ 31 ] |
| 1978–79 | On the Twentieth Century  | Agnes (Understudy)  | St. James Theatre                   | [ 31 ] |
| 1979–80 | Oklahoma!                 | Ado Annie           | Palace Theatre                      | [ 31 ] |
| 1980    | Camelot                   | Guenevere           | New York State Theatre              | [ 31 ] |
| 1985    | Harrigan 'N Hart          | Greta Granville     | Longacre Theatre                    | [ 31 ] |
| 1996    | Getting Away with Murder  | Dossie Lustig       | Broadhurst Theatre                  | [ 31 ] |
| 2000    | Gore Vidal's The Best Man | Mabel Cantwell      | Virginia Theatre                    | [ 31 ] |
| 2001–02 | 42nd Street               | Dorothy Brock       | Ford Center for the Performing Arts | [ 31 ] |
| 2002–03 | Dinner at Eight           | Millicent Jordan    | Vivian Beaumont Theatre             | [ 31 ] |
| 2005    | Steel Magnolias           | M'Lynn              | Lyceum Theatre                      | [ 31 ] |
| 2006–07 | Grey Gardens              | Little Edie Beale   | Walter Kerr Theatre                 | [ 31 ] |
| 2009    | Blithe Spirit             | Elvira              | Shubert Theatre                     | [ 31 ] |
| 2017    | War Paint                 | Elizabeth Arden     | Nederlander Theatre                 | [ 31 ] |